# .fr
.fr ist die länderspezifische Top-Level-Domain (ccTLD) Frankreichs. Sie existiert seit dem 2. September 1986 und wird von der französischen Association Française pour le Nommage Internet en Coopération (kurz AFNIC) verwaltet.

## Geschichte
Im Dezember 2011 hat die Vergabestelle die Bedingungen für die Registrierung von .fr-Domains liberalisiert. Seitdem ist es jeder natürlichen oder juristischen Person aus der Europäischen Union, Island, Liechtenstein, Norwegen oder der Schweiz möglich, eine Domain zu bestellen. Ein Wohnsitz oder eine Niederlassung in Frankreich ist nicht mehr notwendig.
Im Juli 2012 konnte sich AFNIC nach zähen Verhandlungen erneut die Verwaltung der Top-Level-Domain sichern. Damit verbunden ist die Auflage, die Preise für .fr-Domains innerhalb von zwei Jahren um mindestens fünf Prozent zu senken. Außerdem soll ein Teil der Registrierungsgebühren in einen gemeinnützigen Fonds zur Förderung der Entwicklung des Internets gesteckt werden.

## Eigenschaften
Insgesamt darf eine .fr-Domain zwischen drei und 63 Zeichen lang sein, internationalisierte Domainnamen werden unterstützt. Im März 2013 kündigte die AFNIC an, in Zukunft auch ein- und zweistellige Domains sowie reine Zifferndomains zu unterstützen. Die angekündigten Modernisierungen sollten bis März 2015 umgesetzt werden.
In der Regel dauert die Registrierung zwischen einem und drei Werktagen. Als administrativer Ansprechpartner kann lediglich eine natürliche Person eingetragen werden, auch wenn der Inhaber ein Unternehmen ist. Privatpersonen, die eine .fr-Domain bestellen, müssen bei der Registrierung zusätzliche Daten wie Geburtsort, -datum und -land angeben.

## Spezielle Domains
Neben First-Level- wurden auch Second-Level-Domains angeboten, die einen speziellen Zweck verfolgen:
- tm.fr – für Marken
- asso.fr – für Verbände
- nom.fr – für Nachnamen
- prd.fr – für Forschung und Entwicklung
- presse.fr – für Pressearbeit
- com.fr – für Unternehmen
- gouv.fr – für die französische Regierung

AFNIC hat sich ausdrücklich vorbehalten, in Zukunft zusätzliche Second-Level-Domains einzuführen. Seit 15. März 2013 werden diese Second-Level-Domains jedoch nicht mehr neu registriert.

## Bedeutung
Die Top-Level-Domain gehörte zu den am stärksten reglementierten Adressen. Im Jahr 2004 wurden die Bestimmungen liberalisiert, sodass jeder Interessent mit Eintrag in einem öffentlichen Verzeichnis, beispielsweise dem Handelsregister, Domains registrieren durfte. Daraufhin stieg die Anzahl der .fr-Domains von 180.000 im Juni 2004 auf über 400.000 im November 2005.

## Weblink
- Offizielle Website der Vergabestelle AFNIC